# Femme sur son lit de mort
Femme sur son lit de mort est un dessin de Vincent van Gogh réalisé sur papier aquarelle en utilisant crayon, craie lithographique noire, huiles noire et blanche au pinceau et aquarelle grise opaque, exécuté en avril 1883. C'est le portrait d'une femme morte récemment, encore sur son lit de mort, dont le visage est vu de profil. Elle est habillée d'une simple chemise, ses pieds sont nus, ses cheveux défaits et elle a les mains croisées sur la poitrine. À sa gauche se trouvent un livre ouvert, probablement une Bible, et une bougie dont la flamme éclaire un peu la scène en jaune, et qui symbolise aussi la Foi. Le mobilier visible se résume au lit et à une petite table. Le caractère funèbre est accentué par la dominance de noir et de blanc.
C'est une œuvre que l'on peut dire encore de jeunesse de l'artiste, réalisée pendant la période de vingt mois qu'il a passée à La Haye, où plusieurs de ses tableaux représentent des personnages vivant dans des conditions très pauvres.
Bien que déjà détrônée par la photographie post-mortem, la peinture de portraits sur le lit de mort avait encore largement cours dans les familles riches et pour les personnages célèbres,, comme ce fut le cas pour Victor Hugo, dont il existe plusieurs représentations sur son lit de mort en mai 1885. Ici, il s'agit manifestement d'une personne dont la famille n'avait pas de quoi payer un photographe ou un peintre professionnel.
Ce portrait de femme post-mortem a été précédé d'un dessin sur le même thème, bien que très différent et plus petit, ne montrant que le visage de la morte, réalisé à Bruxelles fin 1880 ou début 1881 et conservé au musée Van-Gogh d'Amsterdam, en fait une copie du Portrait d'une vieille femme inconnue sur son lit de mort par un peintre de l'entourage de Rembrandt, des collections du Musée Oldmasters d'Amsterdam.
On peut remarquer une certaine analogie entre ce dessin et un pastel plus tardif (c.1900) d'Alfons Mucha au musée d'Orsay, La Morte.
L'œuvre fait partie de la collection du musée Kröller-Müller.